# Blohm + Voss

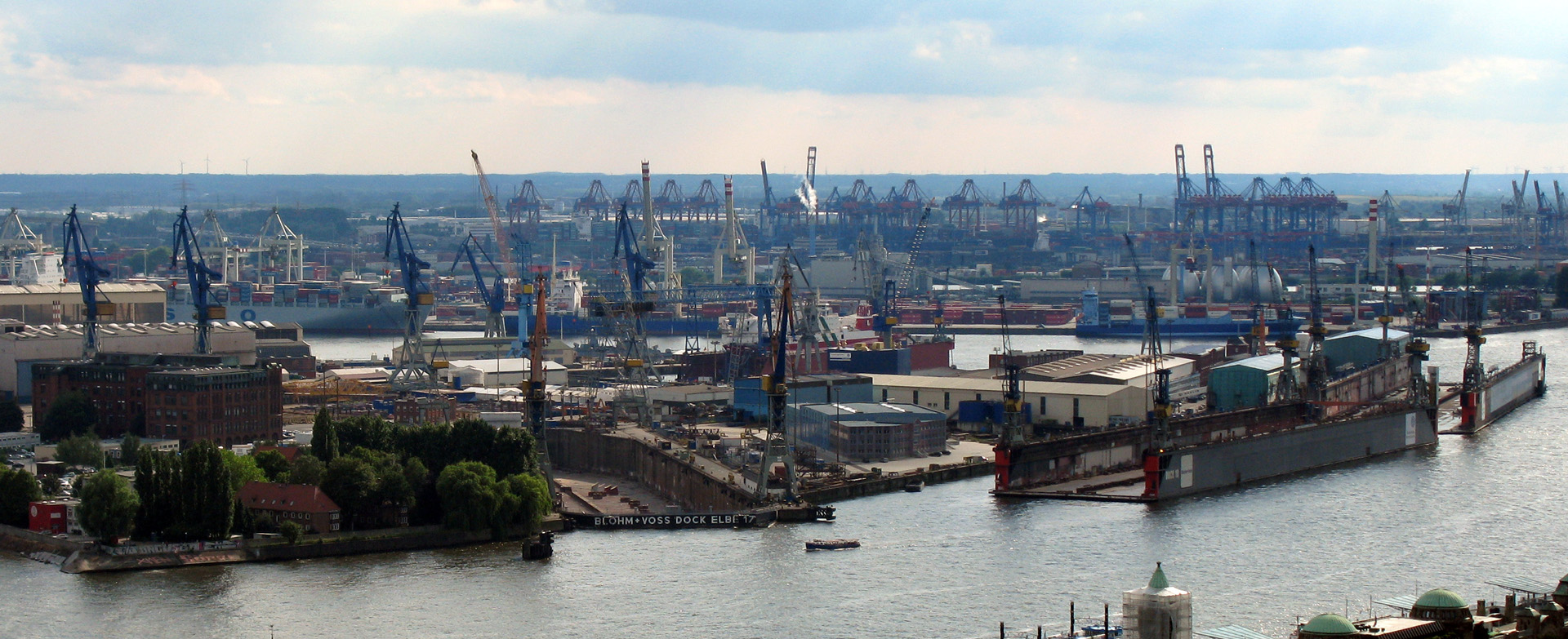
Blohm + Voss docka Elbe 17 i Hamburgs hamn.

Blohm + Voss (tidigare även skrivet som Blohm & Voss) är ett tyskt skeppsvarv grundat 5 april 1877 med säte i Hamburg. Blohm + Voss ingår idag i ThyssenKrupp Marine Systems och tillverkar örlogsfartyg, färj- och passagerarfartyg samt  yachter. 

## Historia

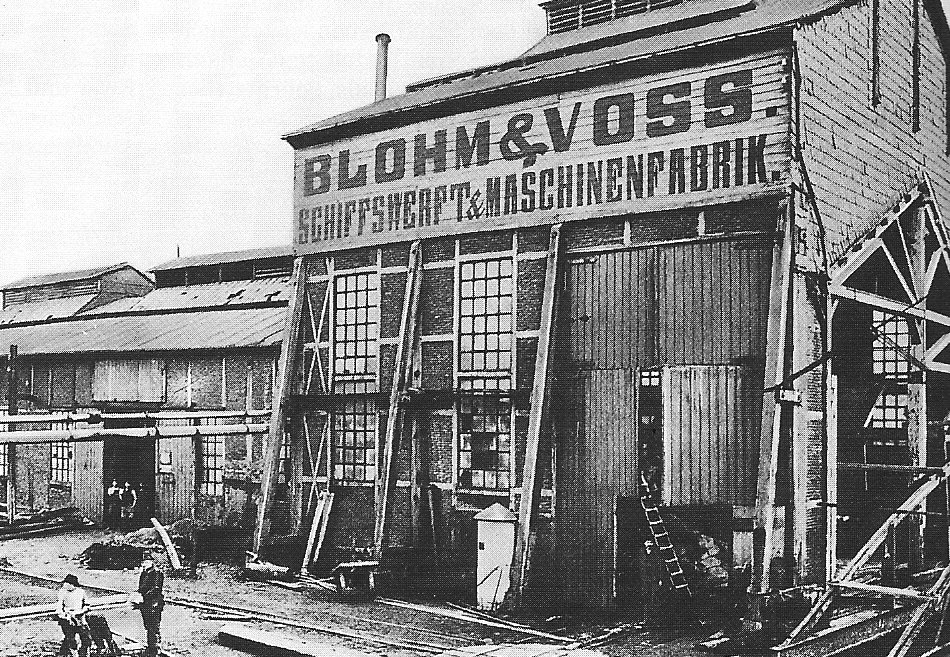
Blohm & Voss 1877.

5 april 1877 grundade Hermann Blohm och Ernst Voss skeppsvarvet och maskinfabriken Blohm + Voss. Företagets verkstäder och varvet byggdes på Kuhwerder vid floden Elbe i Hamburg. Till en början hade man svårt att få uppdrag då rederierna beställde av engelska varv som man hade anlitat tidigare. Man byggde därför en bark under eget ansvar och kostnader som döptes till Flora. Denna såldes till rederiet M.G. Amsinck i Hamburg. Först ett och ett halvt år efter grundandet fick man sitt första uppdrag då man byggde hjulångaren Elbe. Fraktångaren Burg var det första skeppet att lämna stapeln den 10 maj 1879.  
Man fick in nya uppdrag, men volymerna räckte inte till och därför påtog man sig på nytt att tillverka skepp själva: Rosario (till Hamburg-Süd) och Professor Woermann (till Woermann-Linie). Byggandet av flytdockan Dock I innebar att man började med reparationer vilket kraftigt förbättrade företagets ekonomiska läge. År 1892 byggde man kryssaren Condor åt den tyska kejserliga marinen och 1899 levererade man det första stora krigsskeppet till dåvarande kejserliga marinen. Därefter höjdes andelen militära fartyg i produktionen, något som tidvis gav höga vinster då marinen började rusta för Första världskriget.
År 1905 skapades världens största permanenta varvsområde efter en överenskommelse med Hamburgs senat. Därmed ökade varvsområdet med 560.000 m². År 1906 följde licenstillverkning av turbiner från Parsons. År 1908 stod världens då största flytdocka klar då Dock 5 togs i bruk. År 1909 slöt man ett samarbetsavtal med MAN rörande dieselmotorer. År 1911 planerade och byggde Blohm + Voss Putilov-varvet i St Petersburg.

### Första världskriget
Under första världskriget ställde man om produktionen till ubåtstillverkning trots att Blohm + Voss vare sig hade någon erfarenhet av detta eller hade anpassat anläggningarna för sådan produktion. Totalt byggde man 98 ubåtar och under samma tid ett fåtal handelsfartyg. Då varvsarbetare inkallades till militärtjänstgöring satte man in kvinnor och krigsfångar som varvsarbetare. 
År 1918 gjordes ett försök att, genom inrättande av ett arbetar- och soldatråd, ta över kontrollen av varvet men detta misslyckades. Arbetet på varvet låg nere 6-9 november 1918 och följande år följde strejker. Versaillesfördragets bestämmelser om reparationer och den gynnsamma växelkursen gjorde att det fram till 1922 fanns tillräckligt med uppdrag. De följande åren tillverkade man få fartyg, de flesta för Hapag och Norddeutscher Lloyd. År 1928 byggde man Kungsholm för Svenska Amerika Linien. År 1920 avled grundaren Ernst Voss. 
År 1930 avled Hermann Blohm. Sönerna Rudolf Blohm och Walther Blohm hade dock redan sedan slutet av första världskriget lett företaget. I samband med den ekonomiska krisen nöjde sig företaget med mindre uppdrag och skrotning av gamla skepp. År 1932 hade man 3000 anställda. År 1933 lämnade det stora skolsegelskeppet Gorch Fock I varvet. Walther Blohm startade Hamburger Flugzeugbau (HFB) för att bredda verksamheten. År 1937 blev HFB en integrerad del av Blohm + Voss. Företaget tillverkade bland annat Blohm & Voss BV 138 under andra världskriget. 

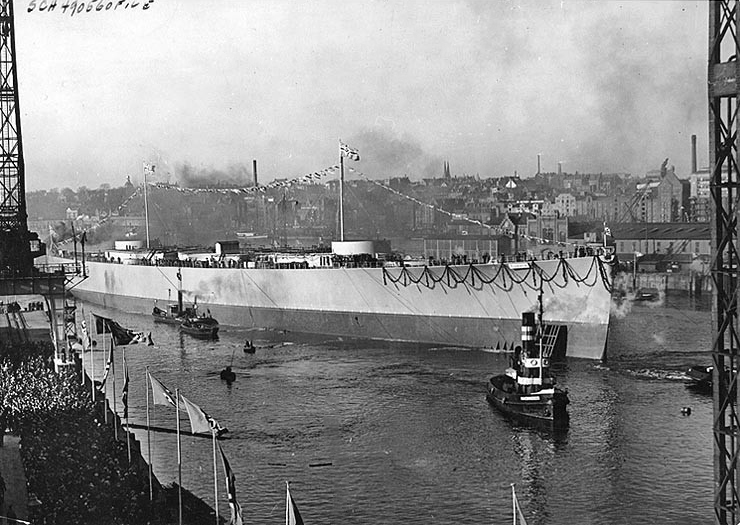
Slagskeppet Bismarck sjösätts vid Blohm & Voss 1939.

I samband med upprustningen inför andra världskriget ökade antalet uppdrag på nytt - också vad gällde exporten. Blohm + Voss byggde bland annat Admiral Hipper (1936) och Wilhelm Gustloff (1937). Antalet anställda ökade till 14 000. År 1939 lämnade slagskeppet Bismarck varvet. Under andra världskriget koncentrerade man sig helt på ubåtstillverkningen. Man tillverkade totalt 238 ubåtar. I slutet av februari 1945 arbetade 16 339 personer på varvsanläggningarna, majoriteten var tvångsrekryterade från koncentrationslägret Neuengamme.

### Nedmontering och återuppbyggnad
3 maj 1945 tömde den brittiska ockupationsmakten varvet på arbetare. 31 december 1945 stängde britterna varvet helt och 1948 skedde en komplett nedmontering då varvets utrustning fördelades på de 15 segrarmakterna i kriget. Nedmonteringen gick långsamt och 1949 startade en process mot varvsledningen för brott mot nedmonteringsförordningen. Samtidigt hade andra tyska varv åter startat sin verksamhet. Varvet fortsatte verksamheten i liten skala och 1950 hade man 175 anställda, varav 127 arbetade i produktionen. 
1 april 1951 grundades Steinwerder Industrie AG som 1953 fick tillåtelse att reparera fartyg, 1954 att bygga kustfartyg (1954) och slutligen, mot slutet av 1954, tillåtelse att bygga sjögående fartyg. Därefter följde namnändring till Blohm + Voss AG 1955. Samtidigt avyttrades 50 % av aktierna (värda 20 miljoner D-mark) till Phoenix-Rheinrohr AG. Detta företag ägdes i sin tur av Amélie Thyssen. Thyssenkoncernen fick därmed ett ökat inflytande i koncernen och familjen Blohm försvann med tiden ur ägarbilden. Under följande år koncentrerade man tillverkningen till fraktfartyg. År 1956 startade åter exporten då man levererade fartyg till norska Hurtigruten. Under 1950-talet byggdes varvet upp på nytt med modern utrustning. 
År 1962 började man åter i större omfattning ta emot uppdrag från den tyska marinen. År 1968 inleddes tillverkningen av de första containerfartygen för Hapag då man tillverkade Elbe Express och Alster Express. Då arbetade 7800 personer på företaget. 

### Nya områden

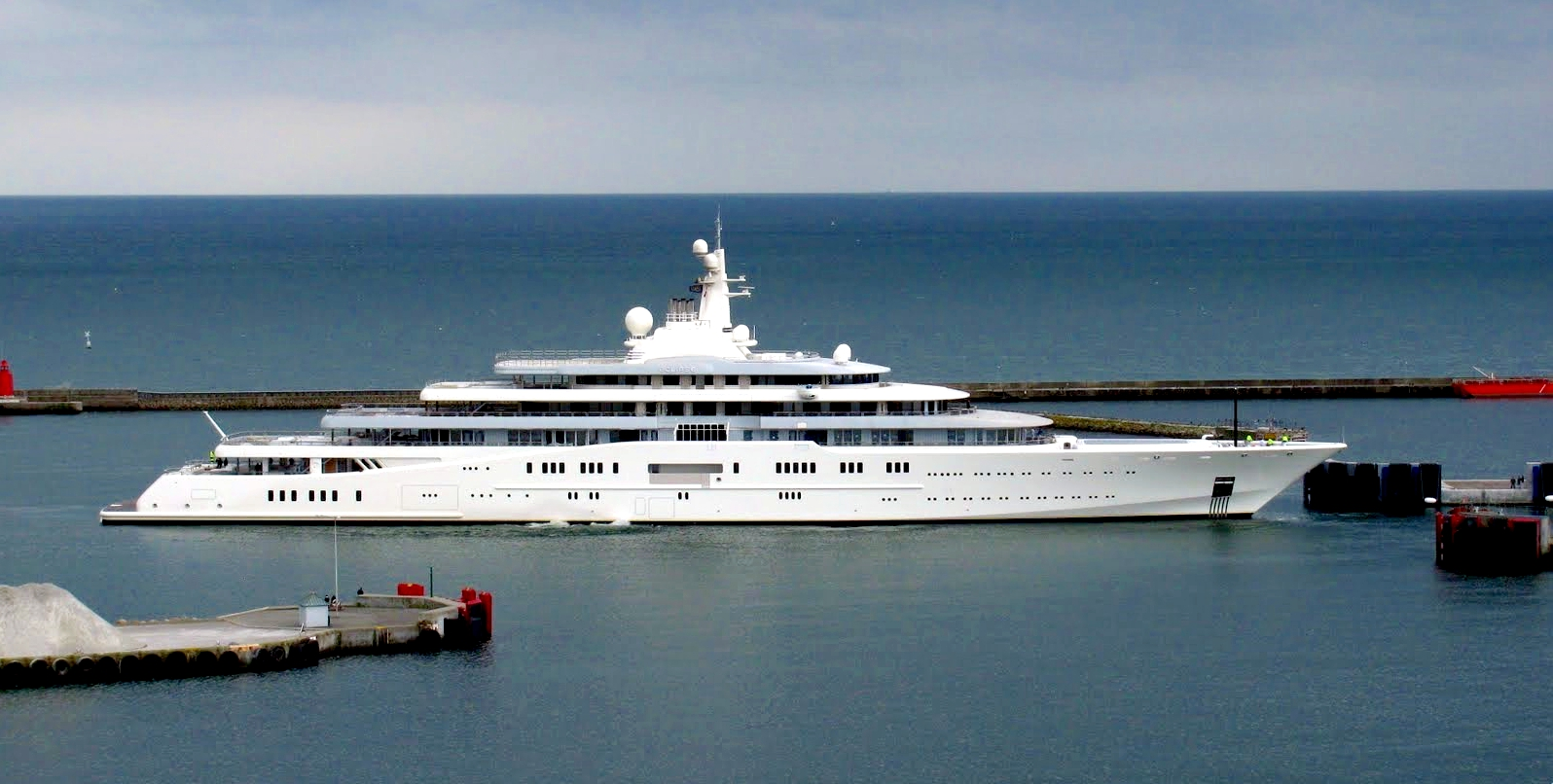
Blohm + Voss tillverkar bland annat yachter. Här världens då största yacht Eclipse (2009).

I mitten av 1970-talet utökade Blohm + Voss produktionen till offshore (bland annat oljeplattformar) och började åter att tillverka marinskepp som varit framgångsrika på exportmarknaden. Cirka 40 enheter (fregatter och korvetter) har hittills byggts. År 1986 tog man över HDW-varvet i Hamburg (Werk Ross) och integrerade detta Blohm + Voss-området. År 1995 delades Blohm + Voss AG i de egna juridiska personerna Blohm + Voss GmbH (tillverkningsvarv med cirka 1000 anställda), Blohm + Voss Repair GmbH (reparationsvarv, cirka 350 anställda) och BV Industrietechnik GmbH (maskintillverkning). Idag arbetar omkring 850 på Blohm + Voss GmbH.

## Idag
Sedan 5 januari 2006 är Blohm + Voss moderbolag för ThyssenKrupp Marine Systems. I företaget ingår följande företag:
- Howaldtswerke Deutsche Werft AG, Kiel
- Nobiskrug, Rendsburg
- Blohm + Voss GmbH och Blohm + Voss Repair GmbH, Hamburg
- Nordseewerke, Emden
- Hellenic Shipyards S.A.

## Kända fartyg

### Diverse
- S.M.S. Condor (1892)
- S.M.S. Kaiser Karl der Große (1899)
- S.M.S. Friedrich Carl (1902)
- Passat (1911)
- M/S Kungsholm (1928)
- Gorch Fock I (1933, efter kriget: Towarischtsch)
- Admiral Hipper (1937)
- Wilhelm Gustloff (1937)
- Bismarck (1939)
- Wappen von Hamburg (1955)
- Gorch Fock II (1958)
- Hamburg Express (1972)

### Containerfartyg
- Cosco Brisbane Mai 2005

### Ubåtar
- Ubåt Typ B (1915-1917)
- Ubåt Typ C (1916-1918)
- Ubåt Typ VII C (1939-1942) : U 551 - U 650; U 951 - U 994
- Ubåt Typ VII C 41 (1941-1942) : U 995 - U 1030
- Ubåt Typ XVII A (Wa 201) : U 792 (16 november 1943) & U 793 (1944)
- Ubåt Typ XXI (1943-1945) : U 2501 - U 2546; U 2548; U 2551 - U 2552
- Ubåt Typ XXVI B (1944-1945)

### Yachter
- Savarona 1931
- Katalina 1987
- Lady Moura 1990
- Golden Odyssey 1990
- Enigma 1991
- Eclipse 2009